# Poladryas nympha
Poladryas nympha är en fjärilsart som beskrevs av Edwards 1884. Poladryas nympha ingår i släktet Poladryas och familjen praktfjärilar. Inga underarter finns listade i Catalogue of Life.